# 釋放恢復教籍者令狀
釋放恢復教籍者令狀（英語：writ de excommunicato deliberando）是令狀的一種，用以飭令郡監獄釋放根據逮捕被開除教籍者令狀被捕及監禁的在囚人士，由大法官法庭在主教核證該名在囚人士與教會和解後發出。